# Lérab Ling
Pour les articles homonymes, voir Ling.

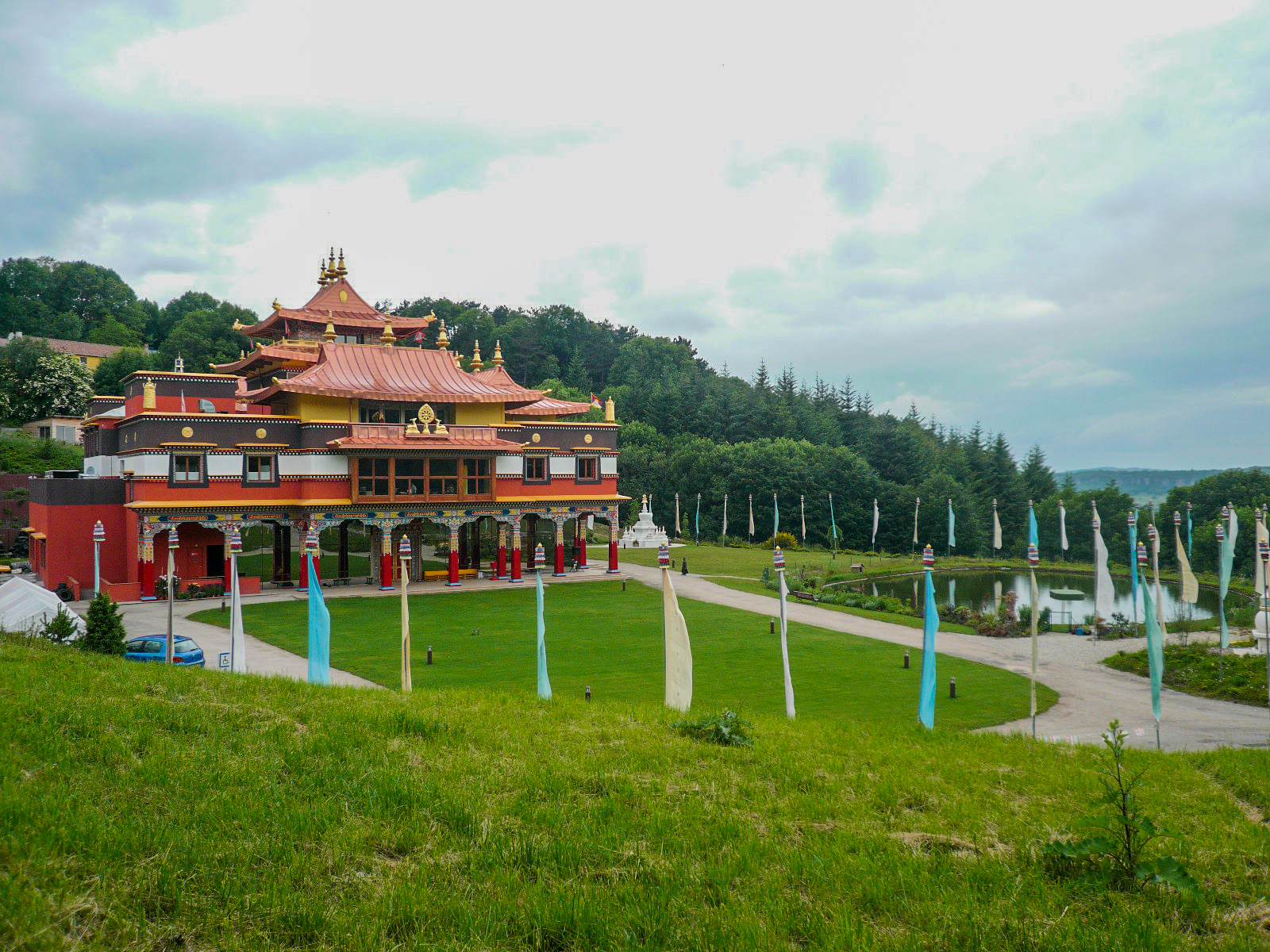
Vue sur la vallée.

Lérab Ling (tibétain : ལས་རབ་གླིང་, Wylie : las rab gling, « sanctuaire de l’activité éveillée ») est un centre d'étude et de pratique du bouddhisme tibétain, affilié à l'école Nyingma, et fondé en 1991 par Sogyal Rinpoché. Il fait partie du réseau de centres Rigpa fondé par le même maître. Le nom provient du prédécesseur de Sogyal Rinpoché, Lérab Lingpa, qui fut l’un des maîtres du 13e dalaï-lama. 
Le centre est situé dans la commune de Roqueredonde, près de Lodève et du causse du Larzac, en région Occitanie.
Lérab Ling est membre de l'Union bouddhiste de France et a été reconnu officiellement en 2002 comme congrégation religieuse.
En mars 2019, Khandro Rinpoché, la fille de Mindroling Trichen, chef de l'école Nyingma, en devient directrice spirituelle, en remplacement de  Sogyal Rinpoché qui a démissionné en août 2017 à la suite d'accusations de sévices sexuels et de délits financiers et de sa disgrâce par le 14e dalaï-lama. 

## Site
Situé sur le plateau de l'Escandorgue, à 850 m d'altitude, le domaine de Lérab Ling s'étend sur 140 hectares qui surplombent prairies vallonnées et forêts. Le lieu a été choisi et béni par Dilgo Khyentsé Rinpoché et consacré en 1991 par Dodroupchen Rinpoché. Le nom originel du site, l'Engayresque, signifie en occitan « le lieu des sources ». 

## Construction
La construction du temple de trois niveaux, dénommé en tibétain Palri Péma Ösel Dargyé Ling, s'est achevée en 2006. Il a été conçu et réalisé dans le style d'un authentique temple traditionnel tibétain. Son coût de 8 millions d'euros a été financé par des pratiquants bouddhistes.

## Statuaire
Les statues et les peintures représentant des boddhisattvas et des bouddhas sont l'œuvre d'artisans bouddhistes d'Inde, de Birmanie, du Népal, du Bhoutan et de Thaïlande. Transportés à Lérab Ling, elles ont été finies par une équipe d'artisans bouddhistes occidentaux.
Au fond d'une grande salle pouvant accueillir 1000 personnes, s'élève une statue de 7 mètres de haut du bouddha Shâkyamuni, façonnée en Birmanie, réplique d'une statue du temple de la Mahabodhi à Bodhgayâ en Inde.

## Inauguration
Le Tenzin Gyatso, le14e dalaï lama, s'est rendu à deux reprises au centre de retraite international de Lérab Ling en compagnie de Matthieu Ricard pour traducteur : en septembre 2000, pour donner un enseignement et bénir le terrain de construction du temple, et le 22 août 2008, pour inaugurer celui-ci, en la présence de Carla Bruni-Sarkozy, du chef de la diplomatie française Bernard Kouchner et de sa secrétaire d'État Rama Yade,,. Alain Juppé, Juliette Binoche et Line Renaud figurent des 2 000 invités ayant assisté à la cérémonie.

## Lieu de retraites
Depuis 1992, Lérab Ling est le lieu où se tiennent les retraites internationales de Rigpa. Depuis cette date, de nombreux maîtres éminents du bouddhisme tibétain y ont enseigné et des retraites s'y tiennent continuellement.
D'août 2006 à novembre 2009, Sogyal Rinpoché y guide une retraite semi-close de trois ans pour environ 400 de ses étudiants. 
En 2011, Khandro Tséring Chödrön est morte à Lérab Ling, alors que Sogyal Rinpoché et Orgyen Tobgyal Rinpoché étaient à son chevet montrant les signes d'accomplissement d'un grand pratiquant du Dzogchen,. Le 2 septembre, à Lérab Ling, en présence de nombreux maîtres du bouddhisme tibétain, eut lieu la crémation de son corps qui ne mesurait plus que 60 cm.

## Démission de Sogyal Rinpoché
En août 2016, Olivier Raurich, ancien bras droit et voix française de Sogyal Rinpoché, dénonce l'attitude autoritaire et infantilisante du responsable religieux et sa pratique de la « folle sagesse ».
En août 2017, Sogyal Rinpoché, accusé de sévices sexuels et de délits financiers et disgracié par le dalaï-lama, démissionne de sa fonction de directeur spirituel de Lérab Ling. Il meurt le 28 août 2019.

## Intérim de Khandro Rinpoché
En mars 2019, Khandro Rinpoché la fille de Mindroling Trichen, chef de l'école Nyingma, devient directrice spirituelle du centre.

## Forums

### Forum International «Bouddhisme et Médecine»
L’Institut de Sagesse et de Compassion de Lérab Ling organise depuis 2002 les Forums internationaux Bouddhisme et Médecine dont l’objectif est de présenter et de multiplier les passerelles entre la science bouddhiste de l’esprit et la science, la médecine et la thérapie occidentales. Ces forums réunissent des enseignants bouddhistes et des représentants du monde de la science, de la médecine, de la psychiatrie et de la psychothérapie, afin de leur permettre d’échanger leurs approches sur le traitement et la guérison des pathologies tant physiques que mentales. 
Le premier Forum (2002) avait pour thème « La douleur physique ». Le second (2006) traitait de « La dépression et de la souffrance mentale » (ces deux premiers événements se déroulant au Corum de Montpellier). Le troisième Forum (2010) avait pour thème « La méditation, une alliée thérapeutique pour le monde moderne »,, et le quatrième (2013), « Empathie, compassion et santé ».

### Forum «Sagesse pour la Terre»
Un forum « Sagesse pour la Terre sur l'environnement et le bouddhisme » s'est tenu à Lérab Ling, du 4 au 6 juin 2022. Parmi les intervenants  figuraient notamment le Karmapa Orgyen Trinley Dorje, Ringu Tulku Rinpoché, Dekila Chungyalpa, Jigmi Y. Thinley, Helena Norberg-Hodge, Sofia Stril-Rever et Philippe Cornu,.

## Galerie

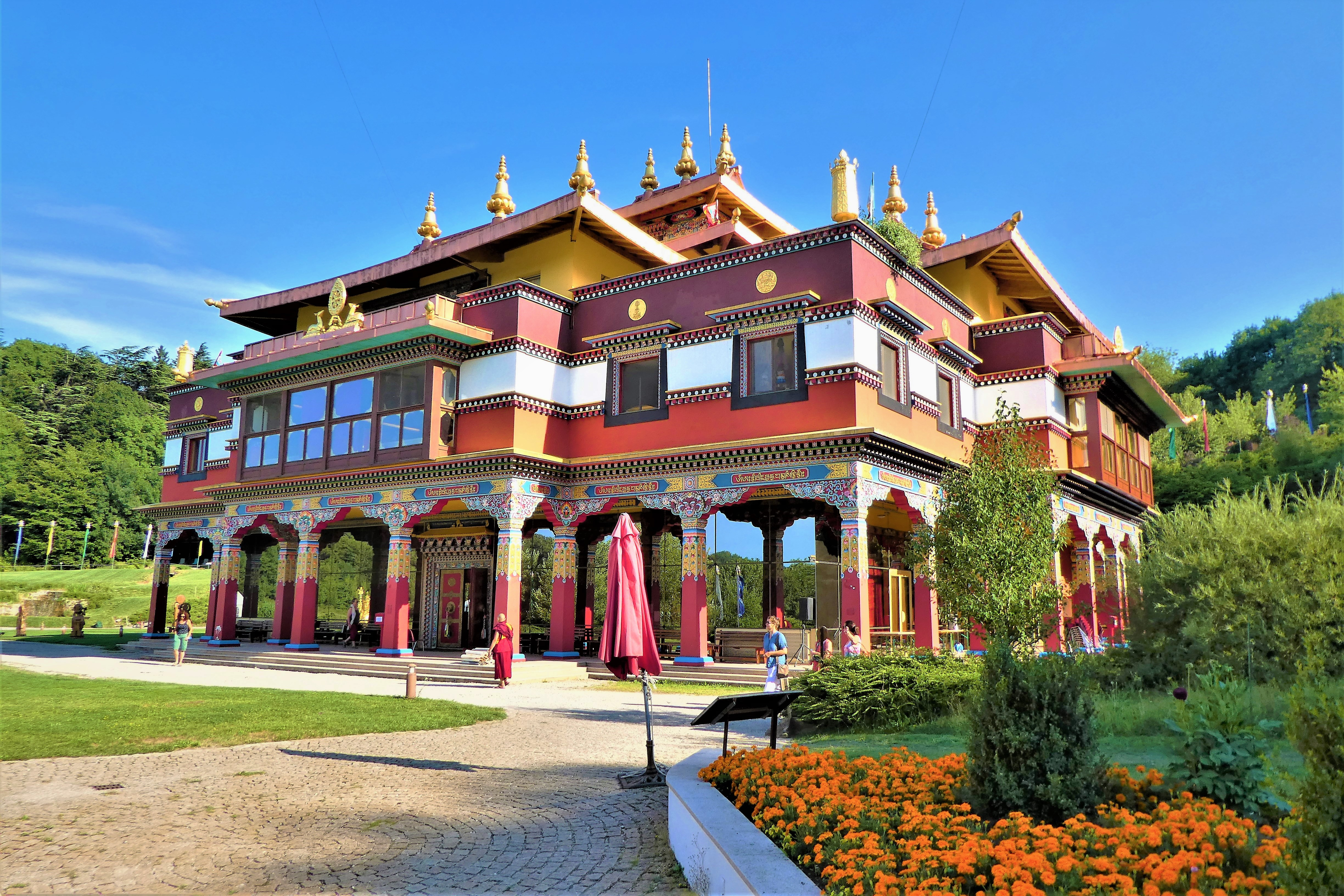
Façade et colonnade du temple.
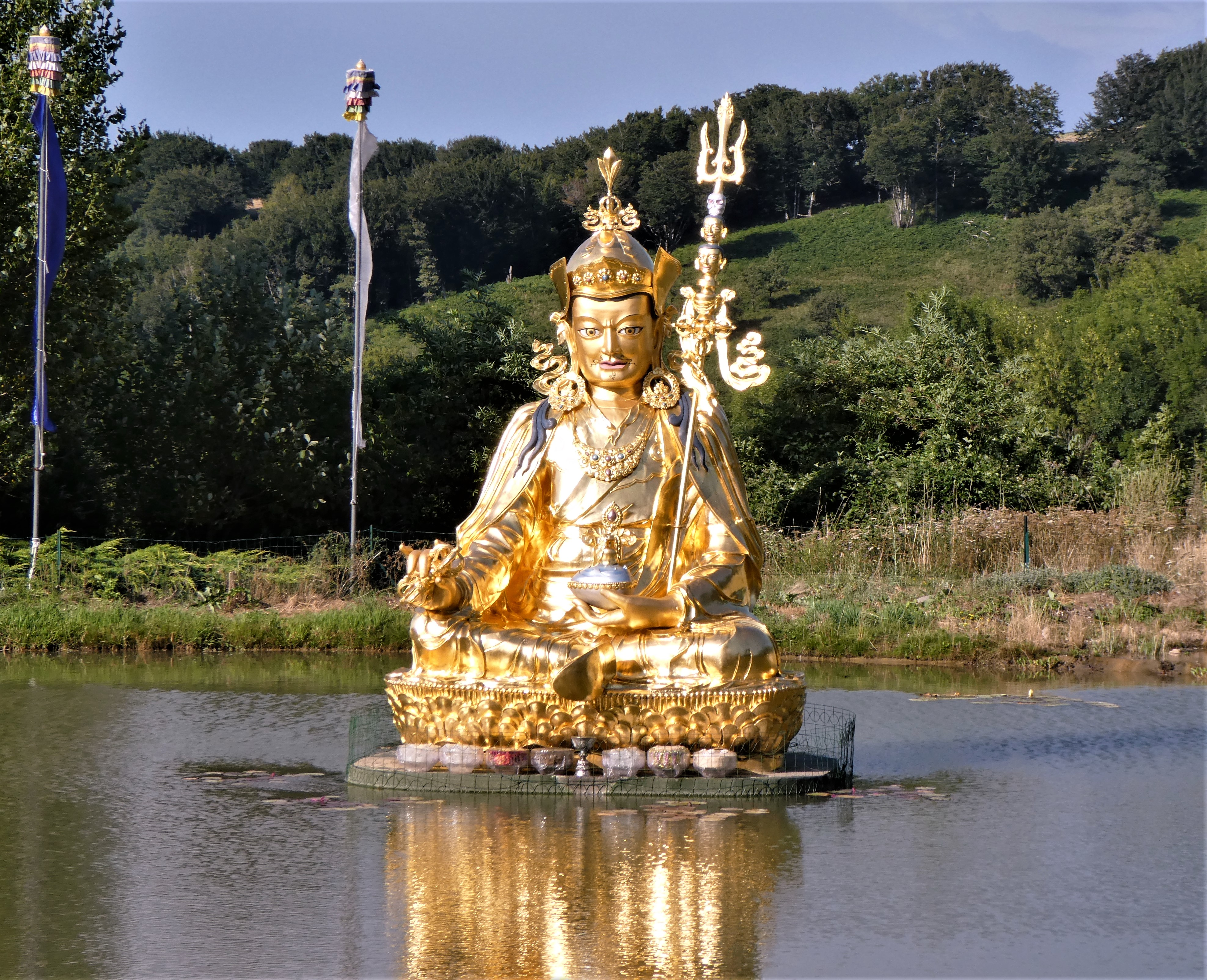
Statue de Padmasambhava sous la forme de gourou Nangsi Zilnön.
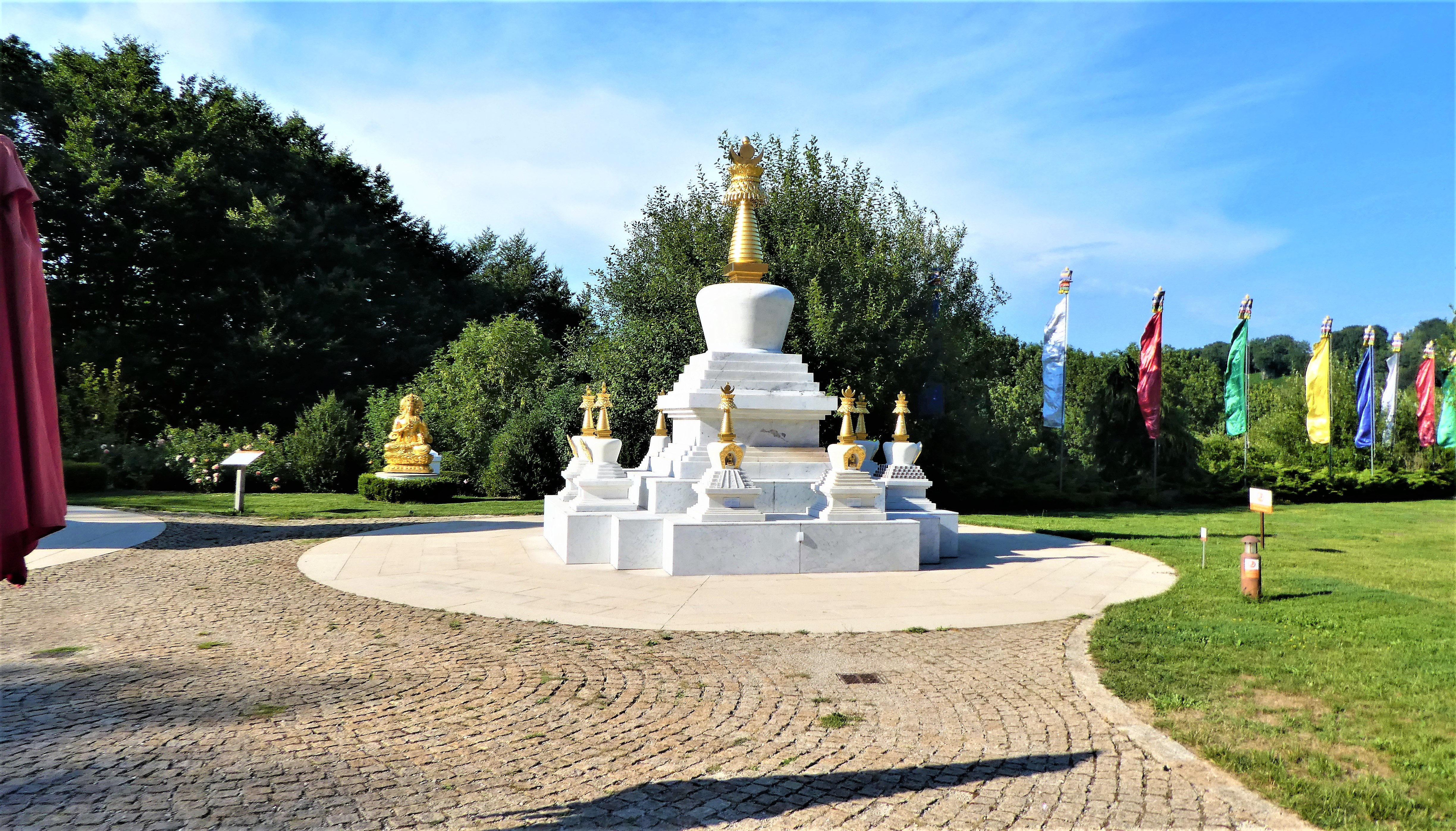
Ensemble de stupas.
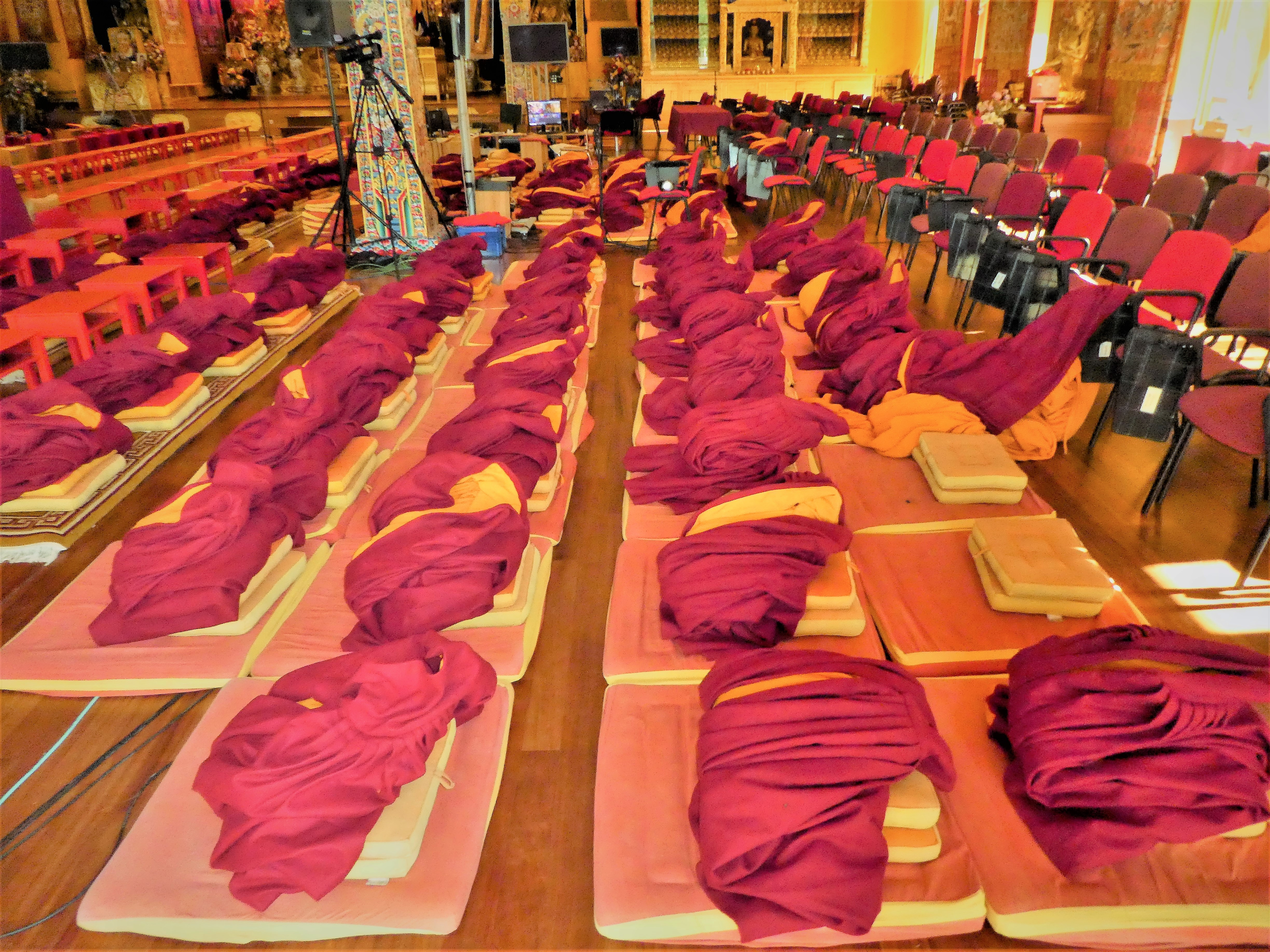
Salle de méditation principale.
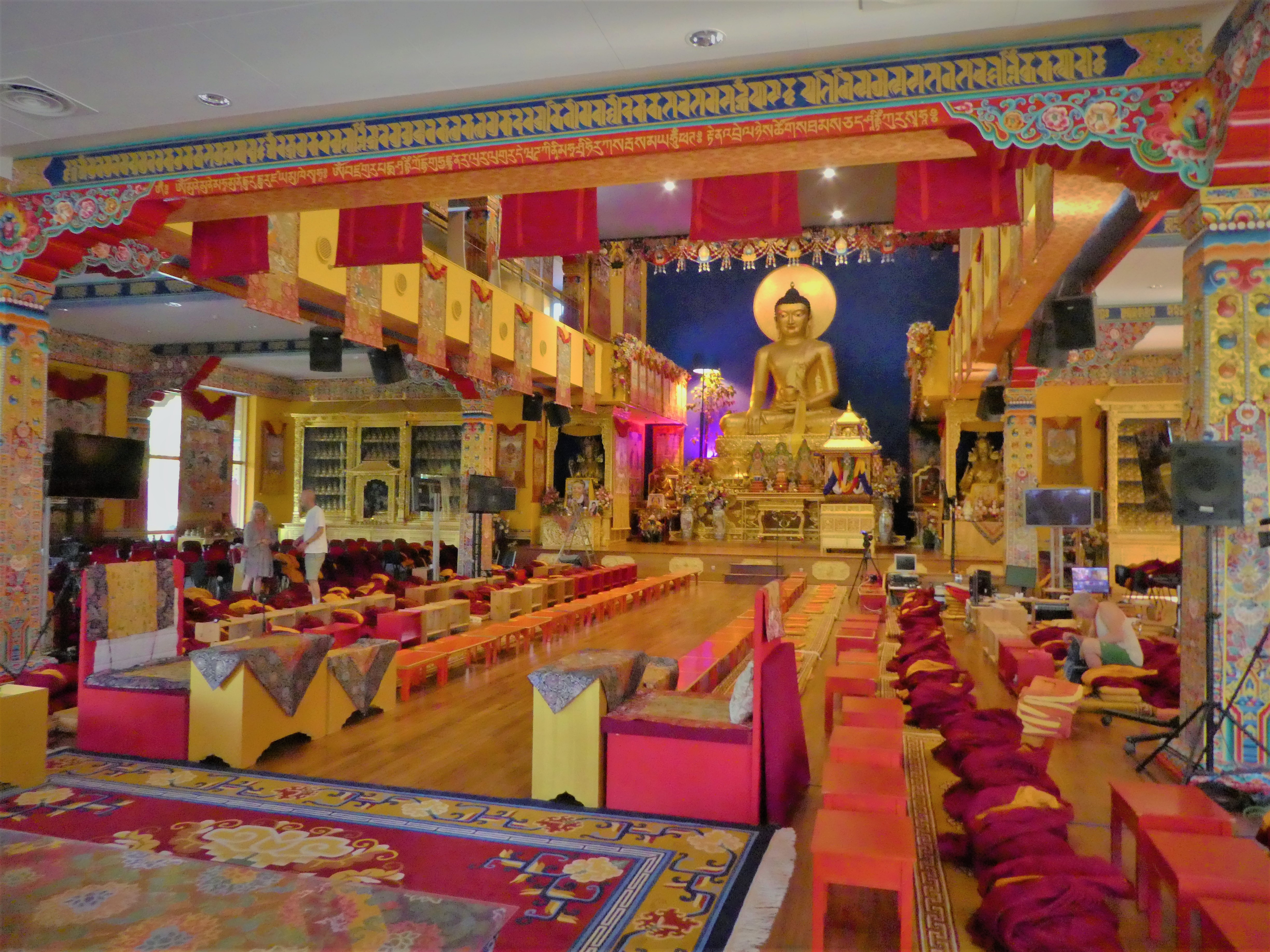
Statue monumentale du bouddha Shakyamuni dans la salle principale.

### Filmographie
- Bouddhisme, la loi du silence